# Coupe de France 2024 (wielrennen)
De Coupe de France kende in 2024 zijn 33e editie. Het is een regelmatigheidscriterium in Frankrijk. Het seizoen werd traditioneel geopend met de GP La Marseillaise. Normaliter zou het seizoen worden afgesloten met de Ronde van de Vendée, deze werd echter vroegtijdig geannuleerd waardoor de GP van Isbergues de laatste wedstrijd werd van deze kalender. Hierdoor kwam het totaal aantal wedstrijden op 16, in tegenstelling tot de vorige editie toen de wedstrijd nog 17 wedstrijden kende.
Titelverdediger van dit criterium was Paul Penhoët. Hij werd na 16 verreden wedstrijden opgevolgd door zijn landgenoot Benoît Cosnefroy. Cosnefroy was de eerste Normandiër die dit criterium op zijn naam schreef.

## Resultaten
| Datum        | Wedstrijd                                     | Winnaar          | Ploeg                           | Klassementsleider |
| ------------ | --------------------------------------------- | ---------------- | ------------------------------- | ----------------- |
| 28 januari   | GP La Marseillaise (uitslag)                  | Kevin Geniets    | Groupama-FDJ                    | Kevin Geniets     |
| 14 maart     | GP Denain (uitslag)                           | Jannik Steimle   | Q36.5 Pro Cycling Team          | Jannik Steimle    |
| 16 maart     | Classic Loire Atlantique (uitslag)            | Paul Lapeira     | Decathlon AG2R La Mondiale Team | Paul Lapeira      |
| 17 maart     | Cholet-Pays de la Loire (uitslag)             | Paul Lapeira     | Decathlon AG2R La Mondiale Team | Paul Lapeira      |
| 24 maart     | La Roue Tourangelle (uitslag)                 | Jason Tesson     | TotalEnergies                   | Paul Lapeira      |
| 27 maart     | Parijs-Camembert (uitslag)                    | Benoît Cosnefroy | Decathlon AG2R La Mondiale Team | Paul Lapeira      |
| 29 maart     | Route Adélie de Vitré (uitslag)               | Jenthe Biermans  | Arkéa-B&B Hotels                | Paul Lapeira      |
| 14 april     | Ronde van de Doubs (uitslag)                  | Lenny Martinez   | Groupama-FDJ                    | Paul Lapeira      |
| 4 mei        | Grand Prix du Morbihan (uitslag)              | Benoît Cosnefroy | Decathlon AG2R La Mondiale Team | Benoît Cosnefroy  |
| 5 mei        | Tro Bro Léon (uitslag)                        | Arnaud De Lie    | Lotto-Dstny                     | Clément Venturini |
| 11 mei       | Ronde van de Finistère (uitslag)              | Benoît Cosnefroy | Decathlon AG2R La Mondiale Team | Benoît Cosnefroy  |
| 12 mei       | Boucles de l'Aulne (uitslag)                  | Axel Zingle      | Cofidis                         | Benoît Cosnefroy  |
| 29 mei       | Mercan’Tour Classic Alpes-Maritimes (uitslag) | Lenny Martinez   | Decathlon AG2R La Mondiale Team | Benoît Cosnefroy  |
| 11 augustus  | Polynormande (uitslag)                        | Paul Lapeira     | Decathlon AG2R La Mondiale Team | Benoît Cosnefroy  |
| 8 september  | Grote Prijs van Fourmies (uitslag)            | Arvid de Kleijn  | Tudor Pro Cycling Team          | Benoît Cosnefroy  |
| 15 september | GP d'Isbergues (uitslag)                      | Arvid de Kleijn  | Tudor Pro Cycling Team          | Benoît Cosnefroy  |
| 5 oktober    | Ronde van de Vendée                           | Geannuleerd      | Geannuleerd                     | Geannuleerd       |

## Klassement
| Positie | Naam               | Ploeg                           | Punten |
| ------- | ------------------ | ------------------------------- | ------ |
| 1       | Benoît Cosnefroy   | Decathlon AG2R La Mondiale Team | 156    |
| 2       | Paul Lapeira       | Decathlon AG2R La Mondiale Team | 153    |
| 3       | Clément Venturini  | Arkéa-B&B Hotels                | 122    |
| 4       | Alexandre Delettre | Saint Michel-Mavic-Auber 93     | 117    |
| 5       | Axel Zingle        | Cofidis                         | 105    |
| 6       | Arvid de Kleijn    | Tudor Pro Cycling Team          | 100    |
| 6       | Lenny Martinez     | Groupama-FDJ                    | 100    |
| 8       | Arnaud De Lie      | Lotto-Dstny                     | 95     |
| 8       | Gerben Thijssen    | Intermarché-Wanty               | 95     |
| 10      | Jenthe Biermans    | Arkéa-B&B Hotels                | 78     |